# 熊本市立麻生田小学校
熊本市立麻生田小学校（くまもとしりつ あそうだしょうがっこう）は、熊本県熊本市北区麻生田三丁目にある公立小学校。

## 沿革
- 1976年（昭和51年） - 熊本市立楠小学校、熊本市立城北小学校より分離し開校

## 委員会
- 保険委員会
- 環境美化委員会
- 図書委員会
- 仲良し委員会
- 音楽委員会
- 緑化委員会
- 運動委員会
- 放送委員会
- 生活委員会

## クラブ活動

### 運動部
- 野球部（クラブ）
- 女子バスケット（クラブ）

### 文化部
- 音楽部